# 費內斯特雷萊堡

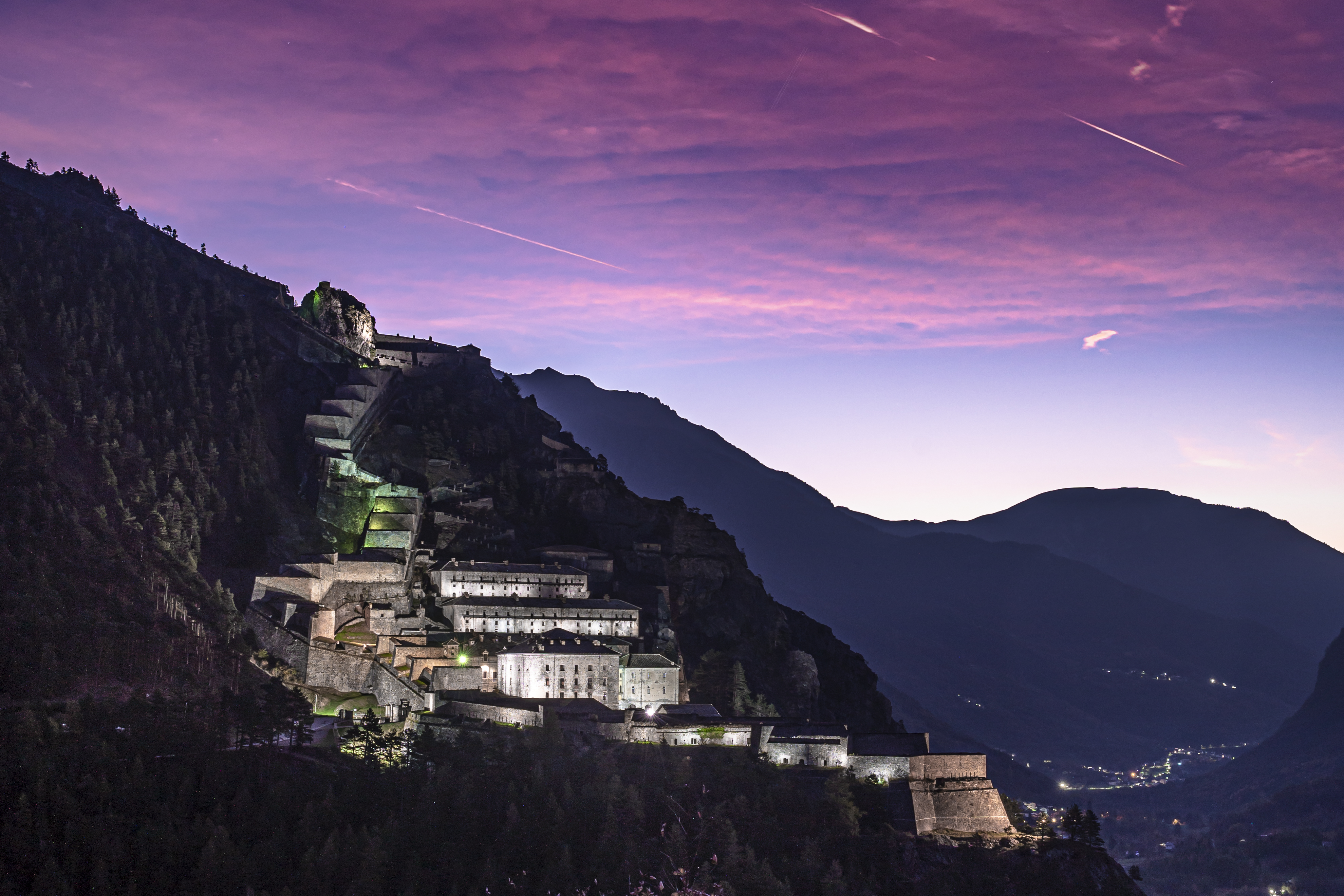
費內斯特雷萊堡

費內斯特雷萊堡（義大利語：Fenestrelle Fortress）是位於義大利北部皮埃蒙特大區費內斯特雷萊附近的一座要塞建築，為歐洲最大的高山防禦建築，面積達130萬平方米。城堡由薩伏伊修建於1728年至1850年期間。二戰之後，城堡被廢棄，但在1990年得到重建。

## 外部連結
- Official website（页面存档备份，存于） (in Italian)